# Carlos Cobos "Carlinhos"
Carlos de Cobos, más conocido como Carlinhos (Sao Paulo, Brasil, 11 de mayo de 1988) es un jugador de baloncesto con nacionalidad española y brasileña que juega en la posición de base. Actualmente forma parte de la plantilla del CD Colegio El Pinar de la Liga EBA.

## Trayectoria
Cobos nació en Brasil pero creció en la ciudad española de Málaga desde los 3 años. Aprendió a jugar al baloncesto en la Escuela de Baloncesto Los Guindos, pasando luego a la cantera del Unicaja Málaga. 
En 2006 firmó su primer contrato como jugador profesional con el club que lo formó, pero su participación en el equipo que competía en la Liga ACB y en la Euroliga recién ocurriría en el segundo semestre del año 2010, cuando pudo jugar un partido en el primer torneo y dos en el segundo. Hasta ese momento, Cobos había actuado en la Liga EBA como parte del Unicaja Málaga II y en la Liga LEB junto con el Clínicas Rincón Axarquía.
Fue fichado por el CB Granada en agosto de 2011, pero en enero de 2012 dejó al club andaluz para unirse al CB Breogán. Integró el equipo gallego hasta el final de la temporada 2012-13 de la LEB. Luego de ello jugaría un año en el CB Peñas Huesca, siempre en la segunda división del baloncesto profesional español.  
En junio de 2014 tomó la decisión de dejar su país para sumarse al Franca del Novo Basquete Brasil. Actuó en 37 partidos de la máxima categoría brasileña con su nuevo equipo, pero asumiendo un rol de suplente. 
Retornó a España en 2015 para iniciar un segundo ciclo en el Clínicas Rincón Axarquía de la Liga LEB Plata. Jugando en buen nivel, el equipo llegó a disputar los playoffs. Sin embargo en la siguiente temporada Cobos se mudó al Covirán Granada, haciendo su regreso a Andalucía.
Con los granadinos estuvo cuatro años, siendo protagonista en la conquista de las ediciones 2017 y 2018 de la Copa LEB Plata y del título de la temporada 2017-18 de la LEB Plata, y jugando luego dos temporadas más en la Liga LEB Oro. 
En 2020 regresó a Málaga para jugar con el CD Colegio El Pinar de la Liga EBA.

## Selección nacional
Cobos fue miembro del plantel de la selección de baloncesto juvenil de Brasil que disputó el Campeonato Mundial de Baloncesto Sub-19 de 2007, donde terminaron en la cuarta ubicación. Figuró en el registro de ese torneo con el nombre de Carlos Migues Ortega Solo de Zaldívar. 
En 2010 recibió una preconvocatoria para jugar con la selección absoluta en el Campeonato Sudamericano de Baloncesto, pero su nombre no formó parte de la lista final de quienes participaron del certamen.  